# Ksografia
Ksografia (ang. Xograph process; z fr. xographie na wzór xérographie) – proces druku barwnej fotografii autostereoskopowej, wynaleziony przez firmę Visual Photographics z Nowego Jorku.
Efekt trójwymiarowości osiągano poprzez zastosowanie do fotografii specjalnego ciężkiego aparatu montowanego na samochodzie ciężarowym (czym zajmowała się firma Xograph Company); druk w postaci uporządkowanego diagonalnego wzoru kropek oraz naniesienie warstwy plastiku na wydruk, która działała jak pryzmat.
Wynalazek poprzedziły obserwacje Gaspara Antoine’a de Bois-Claira w 1692 roku, który zauważył, że umieszczenie kratownicy pomiędzy widzem a obrazem stwarza złudzenie głębi.
W 1950 roku rozpoczęto z kolei proces druku anaglifowego; dwukolorowe anaglify również dawały złudzenie przestrzenności na dwuwymiarowym obrazie po założeniu odpowiednich okularów.
Pierwsze wydruki ksograficzne wykonano w 1960 roku. W latach 60. XX wieku znalazły one zastosowanie jako wstawki na okładkach czasopism czy materiałów reklamowych, były również produkowane jako pocztówki.
Technika nie uległa większemu rozpowszechnieniu.